# 피버 일런

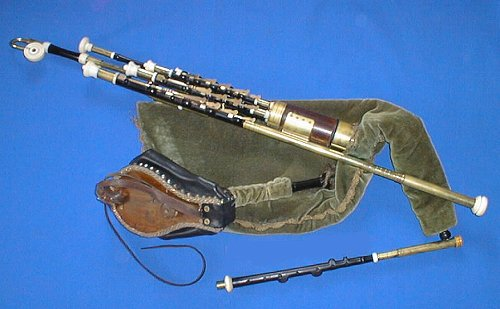

피버 일런(아일랜드어: píoba uilleann [ˈpʲiːbˠə ˈɪl̠ʲən̪ˠ])은 백파이프 비슷한 아일랜드에서 사용되는 악기이다. 잉글랜드 북부의 노섬브리안 파이프와 구조 면에서 비슷하다. 보통 백파이프라고 하면 스코틀랜드 북부 하일랜드 고원의 그레이트 하일랜드 파이프를 가리킨다. 일리언 파이프는 크기가 더 작고, 바람은 노섬브리안 파이프처럼 손으로 넣는다.